# Municipio de Jackson (condado de Wyandot)
El municipio de Jackson (en inglés: Jackson Township) es un municipio ubicado en el condado de Wyandot en el estado estadounidense de Ohio. En el año 2010 tenía una población de 561 habitantes y una densidad poblacional de 7,98 personas por km².

## Geografía
El municipio de Jackson se encuentra ubicado en las coordenadas 40°46′6″N 83°27′38″O / 40.76833, -83.46056. Según la Oficina del Censo de los Estados Unidos, el municipio tiene una superficie total de 70.31 km², de la cual 70,31 km² corresponden a tierra firme y (0 %) 0 km² es agua.

## Demografía
Según el censo de 2010, había 561 personas residiendo en el municipio de Jackson. La densidad de población era de 7,98 hab./km². De los 561 habitantes, el municipio de Jackson estaba compuesto por el 97,68 % blancos, el 0,18 % eran afroamericanos y el 2,14 % eran de una mezcla de razas. Del total de la población el 0,89 % eran hispanos o latinos de cualquier raza.